# Šilhak-Inšušinak II.
Šilhak-Inšušinak II. war ein elamitischer König, der wahrscheinlich der im frühen 6. Jahrhundert v. Chr. regierte. Er war der Sohn von Ummanunu und der Vater von Tepti-Huban-Inšušnak.
Šilhak-Inšušinak II. erscheint auf einem bronzenen Türsockel aus Susa, der der Göttin Dilbat geweiht ist.
Die Einordnung dieses Herrschers ist nicht sicher, da als Vater des um 680 v. Chr. regierenden Tepti-Huban-Inšušnak auch ein Šilhak-Inšušinak genannt wird und Letzterer mit Šilhak-Inšušinak II. gleichgesetzt wurde.